# Авакян Гаяне Аветиківна
Гаяне Аветиківна Авакян (нар. 1954, тепер Республіка Вірменія) — радянська діячка, новатор виробництва, оператор Єреванського призалізничного поштамту. Член Центральної Ревізійної комісії КПРС у 1986—1990 роках. Депутат Верховної Ради СРСР 11-го скликання.

## Життєпис
Закінчила середню школу в місті Єревані.
З 1972 року — оператор Єреванського призалізничного поштамту.
Член КПРС з 1977 року.
Закінчила заочно Єреванський державний університет.

## Нагороди і звання
- ордени
- медалі